# Steve Stoliar
Steve Stoliar est un scénariste, acteur et producteur américain né le 30 septembre 1954 à Saint-Louis, Missouri (États-Unis).

## Filmographie

### comme scénariste
- 1981 : Simon et Simon ("Simon & Simon") (série télévisée)
- 1990 : Normal Life (série télévisée)
- 1995 : Legend (série télévisée)

### comme acteur
- 1988 : It's the Girl in the Red Truck, Charlie Brown (TV) : The French Instructor (voix)
- 1991 : Snoopy's Reunion (TV) : Farmer / Bus Driver (voix)
- 1992 : Frosty Returns (TV) (voix)
- 1994 : The Itsy Bitsy Spider (série télévisée) : Various voices
- 1994 : You're in the Super Bowl, Charlie Brown! (TV) : Announcer (voix)
- 1996 : Toto Lost in New York (vidéo) : Husband / Pilot / Tin Man (voix)
- 1996 : The Nome Prince and the Magic Belt (vidéo) : Tin Man / Hammerhead #1&3 (voix)
- 1997 : Journey Beneath the Sea (vidéo) : Joe (voix)

### comme producteur
- 2006 : Abbott & Costello Show, The: 100th Anniversary Collection - Season One (vidéo)